# Nabój 12,7 × 99 mm NATO
12,7 × 99 mm NATO (.50 BMG) – standardowy nabój wielkokalibrowy NATO.

## Historia
Nabój .50 BMG powstał w końcowym okresie I wojny światowej w USA. Do zasilania nowym nabojem John Moses Browning przystosował nowy wielkokalibrowy karabin maszynowy M1921, odpowiednio powiększoną i wzmocnioną wersję ckm-u M1917.
Po zakończeniu wojny zainteresowanie nowym karabinem maszynowym i nabojem zmalało. Pomimo tego na początku lat 20. Colt uruchomił produkcję wkm-u M1921. W następnych latach małe ilości tej broni znalazły się na uzbrojeniu United States Armed Forces.
W latach 30. powstała zmodernizowana wersja wkm-u M1921, wkm M2. W czasie II wojny światowej karabiny maszynowe kal. 12,7 mm były głównym rodzajem uzbrojenia instalowanego na pokładach samolotów amerykańskiego lotnictwa. Wkm M2 był także powszechnie stosowany jako broń przeciwlotnicza.
Po II wojnie światowej nabój .50 BMG wyparł z uzbrojenia większość naboi wielkokalibrowych i z czasem stał się standardowym nabojem wielkokalibrowym NATO.

## Wersje

### USA
- M2 – nabój z pociskiem zwykłym używany podczas II wojny światowej.
- M33 – nabój z pociskiem zwykłym używany po wojnie.
- M2 – nabój z pociskiem przeciwpancernym używany podczas II wojny światowej.
- M1 – nabój z pociskiem smugowym używany podczas II wojny światowej.
- M10 – nabój z pociskiem smugowym używany po wojnie.
- M17 – nabój z pociskiem smugowym używany po wojnie.
- M21 – nabój z pociskiem smugowym używany po wojnie.
- M8 – amerykański nabój z pociskiem przeciwpancerno-zapalającym używany podczas II wojny światowej.
- M20 – amerykański nabój z pociskiem przeciwpancerno-zapalająco-smugowym używany po wojnie.
- M1 – nabój z pociskiem zapalającym używany podczas II wojny światowej
- M23 – nabój z pociskiem zapalającym używany po wojnie.
- M903 SLAP – amerykański nabój przeciwpancerny z pociskiem APDS wprowadzony do uzbrojenia w 1993 r.
- M962 SLAP – amerykański nabój przeciwpancerny, smugowy z pociskiem APDS wprowadzony do uzbrojenia w 1993 r.

### Francja
- PPI – nabój z pociskiem przeciwpancernym, rdzeniowym w płaszczu duralowym.

### Norwegia
- MP NM 140 – nabój z pociskiem przeciwpancerno-odłamkowo-zapalającym
- MP-T NM 160 – nabój z pociskiem przeciwpancerno-odłamkowo-zapalająco-smugowym
- AP-S NM 173 – nabój z pociskiem przeciwpancerno-zapalającym o zwiększonej przebijalności.
- AP-S NM 185 – nabój z pociskiem przeciwpancernym o zwiększonej przebijalności.